# Conistra rubigo
Conistra rubigo là một loài bướm đêm trong họ Noctuidae.